# Three Rock Rovers Hockey Club
Three Rock Rovers Hockey Club ist ein irischer Hockeyverein gelegen an der Grange Road im Dubliner Vorort Rathfarnham. Er gehört über den Leinster-Hockeyregionalverband der Irish Hockey Association an. Der Club stellt momentan sechs Herren- und fünf Damenteams in den Leinster Hockey Leagues. Der in den Farben Himmelblau-Braun-Marine spielende Club wurde in der Saison 1893/94 von Hochschulabsolventen des Dublin University Hockey Club gegründet und ist somit der zweitälteste Irlands. Der Verein spielte ursprünglich auf Plätzen in Foxrock, bevor er an die Londonbridge Road umzog. Als der Club dieses Gelände 1981 verkaufte, wurde ein Kunstrasenplatz am neuen Standort Grange Road gebaut. Inzwischen verfügt Three Rock Rovers über einen weiteren Kunstrasen. Ab 1988 nutzte auch der Mountain Ladies Hockey Club die Anlage an der Grange Road. Am 25. Mai 1999 fusionierten die beiden Vereine zum jetzigen Three Rock Rovers Hockey Club. Der Club war Irlands Vertreter bei der Euro Hockey League 2008/2009, wo das Team nach zwei Unentschieden gegen den KHC Leuven und Atlètic Terrassa das Achtelfinale erreichte, welches wiederum gegen Leuven deutlich 2:6 verloren wurde.

## Erfolge
| Europapokalbilanz Herren Feld |                    |        |       |           |
| Jahr                          | Wettbewerb         | Niveau | Platz | Ort       |
| 1999                          | Cup Winners Cup    | 1      | 7     | Amsterdam |
| 2009                          | Euro Hockey League | 1      | AF    | Hamburg   |
| 2015                          | Club Trophy        | 2      | 4     | Dublin    |
| 2018                          | Euro Hockey League | 1      | AF    | Rotterdam |
| 2019                          | Euro Hockey League | 1      | AF    | Eindhoven |

- Irischer Pokal der Herren – 8 Titel, 1 Titel geteilt
  - 1897–98, 1907–08, 1938–39, 1952–53, 1958–59, 1962–63, 1963–64, 1973–74
  - geteilt 1961–62

- Irischer Pokal der Junioren – 6 Titel
  - 1897–98, 1909–10, 1911–12, 1919–20, 1978–79, 1997–98

- Irischer Pokal der Damen – alle Titel vom Mountain Ladies Hockey Club gewonnen- 4 Titel
  - 1919–20, 1922–23, 1929–30, 1934–35.

- Irischer Pokal der Juniorinnen – alle Titel vom Mountain Ladies Hockey Club gewonnen – 3 Titel
  - 1922–23, 1946–47, 1974–75.

## Weblink
- Webpräsenz des Vereins